# Arvid Gast
Arvid Gast (* 1962 in Bremen) ist ein deutscher Organist und Professor für Orgel an der Musikhochschule Lübeck.

## Leben und Wirken
Arvid Gast studierte nach dem Abitur Orgel und Kirchenmusik an der Musikhochschule Hannover und war Preisträger internationaler Orgelwettbewerbe. Er wirkte von 1990 bis 1993 als Organist und Kantor an der Hauptkirche St. Nikolai in Flensburg.
Ab 1993 lehrte er als Professor für Orgel an der Musikhochschule Leipzig und war zudem Universitätsorganist der Universität Leipzig. Seit 2004 ist er Professor für Orgel an der Musikhochschule Lübeck. Zudem unterrichtet er international im Rahmen von Meisterkursen, so zum Beispiel an der Hochschule für evangelische Kirchenmusik Bayreuth. Im Jahr 2019 hatte er eine Gastprofessur am Oberlin Conservatory of Music in Oberlin (Ohio) inne.
Seit 2005 ist Gast außerdem Titularorganist an der Lübecker St.-Jakobi-Kirche. Parallel dazu war er von 2008 bis 2014 Titularorganist der Georg-Philipp-Telemann-Konzerthalle in Magdeburg. Er konzertierte in Europa, den USA, Südamerika, Japan, Korea und China sowie bei Musikfestivals wie den Berliner Festwochen, den Dresdner Musikfestspielen, dem Ravenna Orgelfestival und beim Festival de Leon. In der Berliner Philharmonie trat er gemeinsam mit dem Blechbläser-Ensemble der Berliner Philharmoniker auf. Eine langjährige regelmäßige Zusammenarbeit verbindet ihn insbesondere mit dem Trompeter Joachim Pliquett (Solotrompeter beim Deutschen Symphonie-Orchester Berlin), mit dem er seit 1979 ein Duo bildet.
Gast initiierte 2007 den alle drei Jahre in Lübeck stattfindenden Internationalen Buxtehude-Orgelwettbewerb und wirkt als Juror bei internationalen Orgelwettbewerben. Es liegen zahlreiche CD-Einspielungen sowie Rundfunk- und Fernsehaufnahmen vor.
Gasts Ehefrau Ulrike Gast ist ebenfalls Kirchenmusikerin und seit 2014 Kantorin an der St.-Jakobi-Kirche zu Lübeck.